# Can Nató
Can Nató és un edifici gòtic del segle xv, al poble de Rupià (el Baix Empordà) protegit com a bé cultural d'interès local. interessant pel fet de presentar les característiques tipològiques de les residències senyorials catalanes d'aquell període. A principis de la dècada del 2010 l'edifici es troba en estat d'abandó.És una de les cases que hi ha adossades a la muralla juntament amb can Pastor, can Valls i can Carbó.
Can Nató és un casal a la placeta de la Cúria, adossat per la seva part posterior a l'antiga muralla. Consta de planta, pis principal i golfes, i té coberta de teula. L'interior s'organitza a l'entorn d'un pati amb escala que condueix a la planta noble. La porta d'accés, centrada a la façana, és d'arc de mig punt amb grans dovelles d pedra. A la part superior hi ha, a la dreta, una finestra geminada emmarcada per carreus regulars de pedra dipositats de manera simètrica i amb decoració floral a les impostes i capitell. A les golfes hi ha una galeria de cinc obertures d'arc escarser fet de maó. Corona l'edifici un ràfec de teula sostingut per una estructura de fusta recent.